# Lisle-sur-Tarn
Lisle-sur-Tarn är en kommun i departementet Tarn i regionen Occitanien i södra Frankrike. Kommunen ligger i kantonen Lisle-sur-Tarn som tillhör arrondissementet Albi. År 2022 hade Lisle-sur-Tarn 4 857 invånare.

## Befolkningsutveckling
Antalet invånare i kommunen Lisle-sur-Tarn
| Referens: INSEE |